# 弗拉達·洛絲亞珂娃
弗拉達·洛絲亞珂娃（Vlada Roslyakova，1987年7月8日—），原名埃琳娜·弗拉基米羅芙娜·洛絲亞珂娃（Elena Vladimirovna Roslyakova），在蘇聯西伯利亞出生，为俄羅斯超級名模。

## 早年
弗拉達在十五歲時被發現了。而后，她在2004年開始在巴黎為山本耀司代言，之後在紐約和米蘭為其他品牌代言。
2005年，擔任蓮娜麗姿（Nina Ricci）和夢仙奴（Moschino）拍攝模特兒，10月，史蒂文.卡萊恩為她拍攝了義大利版《Vogue》雜誌的照片。

## 外部連結
- Vlada Roslyakova於模特兒目錄（Fashion Model Directory）的相關資料
- Vlada Roslyakova on supermodels.nl
- Vlada Roslyakova on style.com （页面存档备份，存于）